# بوفون ۷۴۲۰
سیارک ۷۴۲۰ (به انگلیسی: 7420 Buffon، نامگذاری:1991RP11) هفت هزار و چهارصد و بیستمین سیارک کشف شده‌است که در ۴ سپتامبر ۱۹۹۱ کشف شد.
قدر مطلق سیارک برابر ۱۴٫۶۰ است.